# الجري مع الشيطان (فلم)
الجري مع الشيطان (بالإنجليزية: Running with the Devil) فيلم إثارة وجريمة أمريكي لعام 2019 من تأليف وإخراج جيسون كابيل وبطولة نيكولاس كيج ولورنس فيشبورن. الفيلم هو أول ظهور إخراجي لكابيل. صدر في الولايات المتحدة في 20 سبتمبر 2019.

## طاقم التمثيل
- نيكولاس كيج: في دور الطباخ
- لورانس فيشبورن: في دور الرجل
- ليزلي بيب: في دور الوكيل المسؤول
- باري بيبر: في دور الرئيس
- آدم غولدبرغ: في دور سنيتش
- كليفتون كولينز جونيور: في دور المزارع
- كول هاوزر: في دور الجلاد
- بيتر فاسينيلي: في دور رقم واحد
- ناتاليا رييس: في دور المرأة
- كريستيان تابان: في دور تري

## ملخص أحداث الفيلم
تتعرض شحنة كوكايين مهربة من المكسيك إلى كندا عبر الولايات المتحدة، للضياع. يستاء زعيم عصابة المخدرات، والمعروف ببساطة باسم «الرئيس» (باري بيبر) ويأمر أتباعه الأكثر ثقة، «الطاهي» (نيكولاس كيج) وشريكه تاجر المخدرات المعروف باسم «الرجل» (لورانس فيشبورن) للسفر في رحلة محفوفة بالمخاطر للتدقيق في سلسلة التوريد الخاصة بالعصابة. نظرًا لأن المخدرات تقوم برحلتها المحفوفة بالمخاطر عبر الحدود الدولية، فإنها تمر بأشخاص كثيرين من رجال العصابة، وعمال التكرير، والناقلين، ويتعقبهم الوكلاء الفيدراليين. عندما يدرك الطاهي مكان تعطل الشبكة، فقد يكون الأوان قد فات لإرضاء العصابة.

## استقبال الفيلم
حصل الفيلم على موقع الطماطم الفاسدة على تقييم مقداره 24% بناء على آراء 21 ناقد سينمائي، وحصل على تقييم مقداره 40% على موقع ميتاكريتيك.

## وصلات خارجية
- مقالات تستعمل روابط فنية بلا صلة مع ويكي بيانات